# Hubert Unverricht
Hubert Johannes Unverricht (* 4. Juli 1927 in Liegnitz, Provinz Niederschlesien; † 14. August 2017 in Mainz) war ein deutscher Musikwissenschaftler und Hochschullehrer an verschiedenen Universitäten.

## Leben und Wirken
Unverricht besuchte in seiner Heimatstadt Liegnitz ab 1938 das Johanneum. Nach der Vertreibung 1946 und kurzem Aufenthalt im Lager Kleinwelka bei Bautzen legte er in Großenhain 1947 das Abitur ab. Anschließend studierte er bis 1951 an der Humboldt-Universität Berlin Musikwissenschaft (Musikgeschichte, Systematische Musikwissenschaft und Musikethnologie), Germanistik und Philosophie. 1952 wechselte er an die Freie Universität Berlin, wo er 1953 das Studium mit der Dissertation Hörbare Vorbilder in der Instrumentalmusik bis 1750. Untersuchungen der Vorgeschichte der Programmmusik abschloss.
Nach der Promotion war Unverricht am Berliner Musikinstrumenten-Museum des Instituts für Musikforschung Preußischer Kulturbesitz und dann in der Auslandsabteilung der GEMA in Berlin tätig. 1956–1962 war er wissenschaftlicher Mitarbeiter am Joseph Haydn-Institut in Köln. Zum Wintersemester 1962/63 wechselte er an die Johannes-Gutenberg-Universität Mainz als Wissenschaftlicher Assistent am Musikwissenschaftlichen Institut. Dort habilitierte er sich 1967 mit einer Arbeit über die Geschichte des Streichtrios (= Mainzer Studien zur Musikwissenschaft 2, Tutzing 1969) und wurde Privatdozent für das Fach Musikwissenschaft und Musikgeschichte. 1980–1990 übernahm er den Lehrstuhl für Musikwissenschaft an der Katholischen Universität Eichstätt.
Seine Hauptforschungsgebiete waren die Zeit ab 1600, besonders die Zeit der Klassik und der Frühromantik, die Geschichte der Kammermusik, die regionale Musikgeschichte des Rheinlandes, Bayerns und Schlesiens, sowie Quellenkunde und Editionstechnik und das musikalische Urheberrecht.
Hubert Unverricht war Gründungsmitglied der Verwertungsgesellschaft VG Musikedition und Mitglied des ersten Vorstands der VG Musikedition (von 1966 bis 1973). Im Jahre 2000 wurde er von der Mitgliederversammlung zum Ehrenmitglied der VG Musikedition ernannt.
Zu Unverrichts Ämtern und Ehrenämtern zählten jene für die Arbeitsgemeinschaft für mittelrheinische Musikgeschichte (1974–1980) und als dritter Vorsitzender für die Stiftung Kulturwerk Schlesien in Würzburg. Ab 2004 war er Ehrenvorsitzender der Historischen Kommission für Schlesien, Ehrenmitglied der Freunde und Förderer des Kulturwerks Schlesien sowie der Historischen Gesellschaft Liegnitz. 1995–2001 war er auch Vizepräsident und Präsident des Heimatwerks Schlesischer Katholiken.

## Veröffentlichungen
Unverrichts Schriftenverzeichnis enthält über 800 Titel. Nähere Angaben finden sich in den ihm gewidmeten Festschriften sowie biographischen Artikeln über ihn.

## Festschriften und Ehrungen
- Festschrift Hubert Unverricht zum 65. Geburtstag, hrsg. von Karlheinz Schlager, Tutzing: Schneider 1992 (Eichstätter Abhandlungen zur Musikwissenschaft Band 9), ISBN 978-3-7952-0719-9.
- Gundolf Keil, Akademischer Festakt zum 75. Geburtstag von Hubert Unverricht, in: Schlesischer Kulturspiegel 37 (2002), S. 45.

2008 erhielt er den Kulturpreis Schlesien des Landes Niedersachsen.